# Going to California
Pistes de Led Zeppelin IV
Four Sticks
(6) When the Levee Breaks
(8)
Going to California est une chanson du groupe de rock anglais Led Zeppelin, parue en 1971 sur l'album Led Zeppelin IV.

## Présentation
La chanson emprunte son style mélancolique au genre folk, avec Robert Plant au chant, Jimmy Page à la guitare acoustique et John Paul Jones jouant de la mandoline. Comme The Battle of Evermore, elle diffère des autres pistes de l'album qui sont jouées avec des instruments électriques.
Cette ballade est, apparemment, inspirée par la chanteuse/compositrice canadienne Joni Mitchell dont Plant et Page sont amoureux. Lors des représentations sur scènes, Robert Plant prononçait fréquemment le nom « Joni » après cette strophe (qui semble faire référence à la composition de Mitchell I Had a King, sortie en 1967) :
« To find a Queen without a King,
They say she plays guitar and cries, and sings »
Dans une interview donnée à Spin en 2002, Plant déclare que Going to California « est parfois embarrassante au niveau des paroles, mais ça résume bien l'époque de mes 22 ans ».
Le groupe joue cette chanson lors des intermèdes acoustiques de leurs concerts. Ils l'intègrent à leur prestation scénique pour la première fois pendant leur tournée au Royaume-Uni au printemps 1971. Une version live, issue des concerts à l'Earls Court Arena en 1975, est présente sur le disque 2 du DVD Led Zeppelin.
Robert Plant interprète Going to California lors de sa tournée solo de 1988-1989 et pendant le Knebworth Silver Clef en 1990. Elle apparaît également sur son album Mighty ReArranger, avec l'ajout d'une contrebasse et d'un synthétiseur.

## Musiciens
- Robert Plant : chant
- Jimmy Page : guitare acoustique
- John Paul Jones : mandoline

## Anecdote
Le début de la chanson concerne les tremblements de terre californiens et lorsque Jimmy Page, l'ingénieur du son Andy Johns et le manager du groupe Peter Grant voyagèrent jusqu'à Los Angeles pour mixer l'album, ils furent eux-mêmes confrontés à un faible tremblement de terre. La chanson avait alors pour titre Guide to California.

## Sources
- (en) Cet article est partiellement ou en totalité issu de l’article de Wikipédia en anglais intitulé « Going to California » (voir la liste des auteurs).
- Lewis, Dave (2004) The Complete Guide to the Music of Led Zeppelin,  (ISBN 0-7119-3528-9)
- Welch, Chris (1998) Led Zeppelin: Dazed and Confused: The Stories Behind Every Song,  (ISBN 1-56025-818-7)